# Poposauridae
A  Poposauridae a nagy méretű (körülbelül 2,5–5 méter hosszú), húsevő archosaurusok egyik családja, amely a dinoszauruszok mellett élt a késő triász időszakban.
Fosszilis maradványaikat Észak- és Dél-Amerikában fedezték fel. Eredetileg úgy hitték, hogy theropoda dinoszauruszok (több szempontból, például a koponyajellemzőik és a két lábon való járásuk alapján is erre a csoportra hasonlítanak), a kladisztikai elemzés azonban kimutatta, hogy közelebb álltak a krokodilokhoz.
Egy korai kladisztikai elemzés szerint a crocodylotarsi archosaurusok közül a Poposaurus, a Postosuchus, a Teratosaurus, és a Bromsgroveia a Poposauridae családba tartozik. A későbbi tanulmányok alapján azonban a Teratosaurus egy  rauisuchida. Az összes újabb keletű filogenetikus elemzés szerint a Postosuchus rauisuchida vagy prestosuchida.

## Nemek
| Nem                | Státusz             | Kor         | Lelőhely      | Megjegyzés                         | Kép |
| ------------------ | ------------------- | ----------- | ------------- | ---------------------------------- | --- |
| - †Dolichobrachium | Nomen dubium        | késő triász | Észak-Amerika |                                    |     |
| - †Effigia         | Érvényes            | késő triász | Észak-Amerika | Shuvosaurinae alcsalád             |     |
| - †Lythrosuchus    | fiatalabb szinonima |             |               | A Poposaurus fiatalabb szinonimája |     |
| - †Poposaurus      | Érvényes            | késő triász | Észak-Amerika |                                    |     |
| - †Shuvosaurus     | Érvényes            | késő triász | Észak-Amerika | Shuvosaurinae alcsalád             |     |
| - †Sillosuchus     | Érvényes            | késő triász | Argentína     | Shuvosaurinae alcsalád             |     |

## Ajánlott irodalom
- Galton, P. M. (1985). „The poposaurid thecodontian Teratosaurus suevicus von Meyer, plus referred specimens mostly based on prosauropod dinosaurs”. Stuttgarter Beitrage zur Naturkunde, B 116, 1–29. o.

## Fordítás
- Ez a szócikk részben vagy egészben a Poposauridae című angol Wikipédia-szócikk ezen változatának fordításán alapul.  Az eredeti cikk szerkesztőit annak laptörténete sorolja fel. Ez a jelzés csupán a megfogalmazás eredetét és a szerzői jogokat jelzi, nem szolgál a cikkben szereplő információk forrásmegjelöléseként.

## Külső hivatkozások
- Palaeos Vertebrates 270 700 Archosauromorpha: Derived Rauisuchia. [2006. október 16-i dátummal az eredetiből archiválva]. (Hozzáférés: 2009. július 10.)
- Taxon Search. [2007. március 12-i dátummal az eredetiből archiválva]. (Hozzáférés: 2009. július 10.)
- †Poposauridae – poposaurs. Mikko's Phylogeny Archive. (Hozzáférés: 2009. július 10.)
- Re: Postosuchus/Rauisuchus. Dinosaur Mailing List. [2016. március 3-i dátummal az eredetiből archiválva]. (Hozzáférés: 2009. július 10.)